# Pierrefeu
Pierrefeu (okzitanisch Peirafuec, italienisch Pietrafuoco) ist eine französische Gemeinde im Département Alpes-Maritimes in der Region Provence-Alpes-Côte d’Azur. Sie gehört zum Arrondissement Nizza und zum Kanton Vence.

## Geographie
Die Gemeinde liegt in den französischen Seealpen, im Regionalen Naturpark Préalpes d’Azur. Sie grenzt im Norden an Villars-sur-Var, im Nordosten an Malaussène, im Osten an Toudon, im Südosten an Les Ferres, im Südwesten an Conségudes und Roquestéron, im Westen an Cuébris und im Nordwesten an Ascros. Im Süden bildet der Estéron die Gemeindegrenze.

## Teilorte
Pierrefeu besteht aus dem alten Ursprungsort, der Vieux Pierrefeu genannt wird und dem Hauptort, einer locker bebauten Straßensiedlung, der unterhalb von Viex Pierrefeu liegt. Viex Pierrfeu war in den 1960er Jahren nur noch teilweise bewohnt. Die Häuser verfielen. In den Folgejahren wurden die zum Teil aus dem Mittelalter stammenden Immobilien von Künstlern und Ferienhausbesitzern, die sich hier ansiedelten, renoviert. Vieux Pierrefeu ist mit dem Auto nicht befahrbar, was dem pittoresken Ort einen besonderen Charme verleiht. Geparkt wird auf zwei Parkplätzen vor dem Ort. 
Der "Hauptort" ist ein Straßendorf entlang des letzten steilen Teilstücks der kilometerlangen Straße von Gilette nach Viex Pierrfeu.

## Ortsname
Wörtlich übersetzt bedeutet Pierrefeu "Feuerstein". Vermutlich leitet sich der Ortsname von einem römischen Stellwerk auf dem hoch gelegenen Pierrefeu ab. Von dort wurden Feuersignale als Teil eines römischen Kommunikationsnetzes auf den Berghöhen weitergeleitet. Der Ort wird im elften Jahrhundert als "Petrofocus" erwähnt.

## Bevölkerungsentwicklung
| Jahr      | 1962 | 1968 | 1975 | 1982 | 1990 | 1999 | 2008 | 2012 | 2016 |
| --------- | ---- | ---- | ---- | ---- | ---- | ---- | ---- | ---- | ---- |
| Einwohner | 59   | 79   | 58   | 114  | 207  | 243  | 255  | 282  | 315  |

## Sehenswürdigkeiten

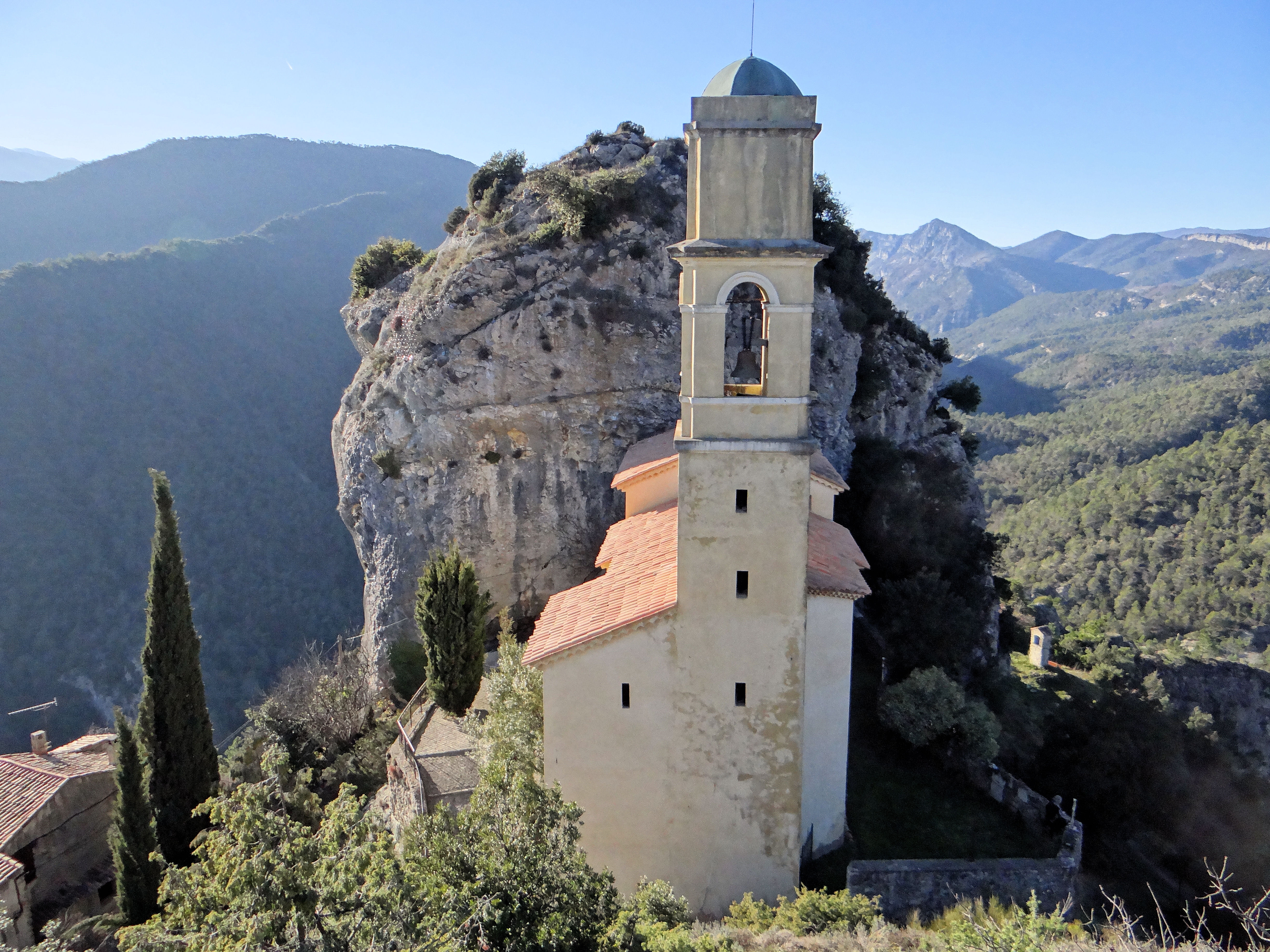
Kirche Saint-Sébastien-Saint-Martin

Siehe auch: Liste der Monuments historiques in Pierrefeu
- Kirche Saint-Sébastien-Saint-Martin im Ortsteil Vieux-Pierrefeu, Monument historique